# Six4one

six4one este un grup elvețian creat special pentru a intra în concursul Eurovision 2006.